# 5117-es mellékút (Magyarország)
Az 5117-es mellékút egy bő 10 kilométer hosszú, négy számjegyű mellékút Baranya vármegye keleti részén; Mohács és Kölked összekötését biztosítja.

## Nyomvonala
Az 5121-es útból ágazik ki, annak a 3+200-as kilométerszelvénye táján, Mohács belterületének északi részén, alig száz méterre délre az előbbi út és a Villány–Magyarbóly-vasútvonal keresztezésétől. Kezdeti szakasza kelet felé húzódik, a Felszabadulás útja nevet viselve, majd mintegy 350 méter után délkeletnek fordul, és a Felső Dunasor nevet veszi fel; még az első kilométere után az addiginál is délebbi irányt vesz és Szentháromság utca lesz a neve. Másfél kilométer után éri el Mohács belvárosát, ott kiágazik belőle kelet felé az 51 377-es számú mellékút, mely az Újmohácsra vezető mohácsi komp felhajtójához vezet. [A komp túlparti állomását az 5107-es út szolgálja ki.] A városközponttól délre az út már a Jókai Mór utca nevet viseli, egészen addig, amíg – nagyjából 2,7 kilométer megtétele után – ki nem lép a belterületről.
5,4 kilométer után hagyja el az út Mohács területét és lépi át Kölked határát, ott is dél felé haladva. 6,2 kilométer után átszeli a Bég-patak folyását, majd némileg nyugatabbi irányba fordul; 6,5 kilométer után eléri a falu első házait, melyek közt a II. Lajos utca nevet veszi fel. A településközpont nyugati részén egészen nyugati irányt vesz, ugyanott kiágazik belőle dél felé az 51 171-es számú mellékút: ez a közel 13 kilométer hosszú útszakasz Kölked Erdőfű községrészébe, majd onnan tovább egészen a déli országhatárig vezet. A 8. kilométerénél hagyja maga mögött Kölked legnyugatibb házait, és nem sokkal később véget is ér, beletorkollva az 56-os főútba, annak 55+150-es kilométerszelvénye közelében.
Teljes hossza, az országos közutak térképes nyilvántartását szolgáló kira.gov.hu adatbázisa szerint 10,275 kilométer.

## Települések az út mentén
- Mohács
- Kölked